# Bistum Bagamoyo
Das Bistum Bagamoyo (lateinisch Dioecesis Bagamoyensis, Swahili Jimbo Katoliki la Bagamoyo) ist eine in Tansania gelegene römisch-katholische Diözese mit Sitz in Bagamoyo.

## Geschichte

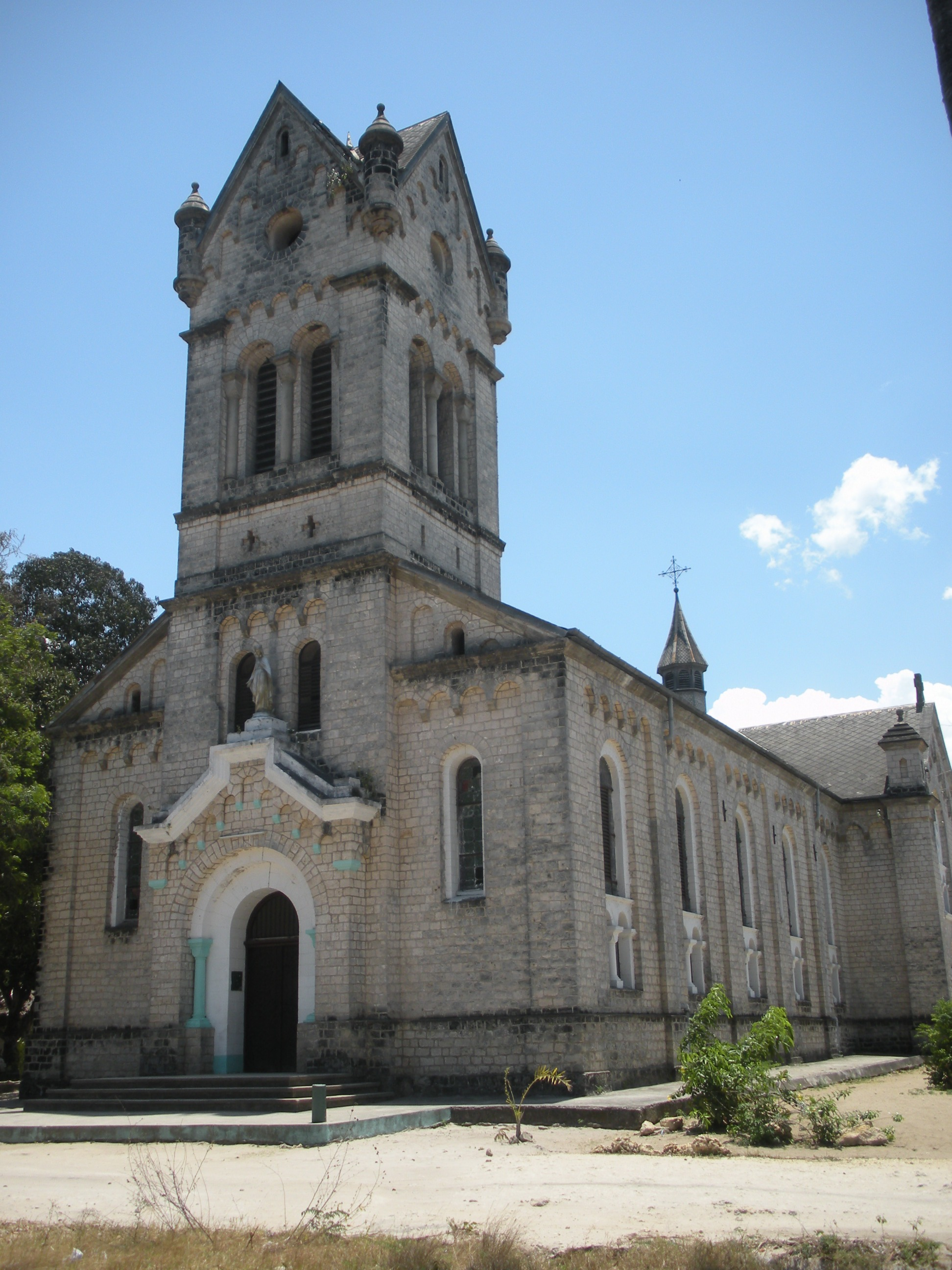
Kathedrale Immaculate Heart of Mary in Bagamoyo

Das Bistum Bagamoyo wurde am 7. März 2025 durch Papst Franziskus aus Gebietsabtretungen des Erzbistums Daressalam und des Bistums Morogoro errichtet und dem Erzbistum Daressalam als Suffraganbistum unterstellt. Erster Bischof wurde Stephano Musomba OSA.
Die bisherige Pfarrkirche Immaculate Heart of Mary wurde die Kathedrale des Bistums.